# Fervaches
Fervaches è un comune francese soppresso e frazione del dipartimento della Manica nella regione della Normandia. Il 1º gennaio 2016 è confluito nel nuovo comune di Tessy-Bocage.

## Società

### Evoluzione demografica
Abitanti censiti